# Capoeta angorae
Capoeta angorae és una espècie de peix cipriniforme de la família dels ciprínids.

## Morfologia
Els mascles poden assolir els 15,9 cm de longitud total.

## Distribució geogràfica
Es troba a Turquia.